# Xẻng

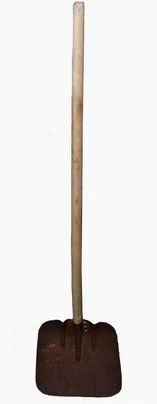
Xẻng

Xẻng (cái dá hay cái leng) là dụng cụ nâng và di chuyển vật chất xốp, rời như đất, cát, sỏi, than, tuyết... Nó là dụng cụ rất thường dùng trong nông nghiệp, xây dựng và làm vườn. Về cấu tạo, nó gồm một lưỡi rộng với các bờ sắc và được gắn lên một cán.
Lưỡi xẻng thường dược làm từ tấm thép ép dẹp, gấp lại ở phía sau để tạo thành lỗ cắm cán. Cán thường làm bằng gỗ, nhưng cũng có thể làm bằng thép hoặc vật liệu tổng hợp nhẹ. Phía đầu tay cầm của cán có thể gắn thanh chữ T để giúp cầm và điều khiển. Kích thước lưỡi và chiều dài cán phụ thuộc mục đích sử dụng, tư thế người dùng.